# Glikozil-fosfatidilinozitol
Glikozil-fosfatidilinozitol (GPI) je glikolipid koji može da bude vezan za C-terminus proteina tokom posttranslacione modifikacije. On se sastoji od fosfatidilinozitolne grupe vezane kroz ugljeno hidratni linker (glukosamin i manoza glikozidno vezani za inozitol) za C-terminalnu aminokiselinu proteina. Dve masne kiseline u hidrofobnoj fosfatidil-inozitolnoj grupi učvršćuju protein za ćelijsku membranu.
Fosfolipaza C (PLC) je enzim koji ima sposobnost presecanja fosfo-glicerolnih veza GPI-vezanih proteina. PLC tretman uzrokuje odvajanje GPI-vezanih proteina od spoljašnje ćelijske membrane. Za T ćelijski markeri Thy-1 i acetilholin esteraza, kao i crevne i posteljične alkalne fosfataze, je poznato da su GPI-vezane i da se oslobađaju tretmanom sa PLC. Smatra se da su GPI-vezani proteini preferentno locirani u lipidnim splavovima, što ukazuje na visok stepen organizacije u okviru mikro domena membrane plazme.

## Sintetički defekti-sidra
Defekti GPI sinteze se javljaju kod retkih bolesti paroksizmalna noćna hemoglobinurija (PNH) i hiperfosfatazija sa sindromom mentalne retardacije (HPMR). Kod PNH klonalni defekt u krvnim stem ćelijama u PIGA genu, koji je neophodan za GPI sintezu, dovodi do pogrešne GPI veze faktora ubrzavanja raspada (DAF) i CD59 u crvenim krvnim zrncima. Bez tih proteina na ćelijskoj površini, sistem komplementa može da lizira ćeliju. Veliki broj crvenih krvnih zrnaca biva uništen, i to dovodi do hemoglobinurije.

## Literatura
1. ↑  Mayor S, Riezman H (2004). „Sorting GPI-anchored proteins”. Nature Reviews. Molecular Cell Biology. 5 (2): 110—20. PMID 15040444. doi:10.1038/nrm1309.
2. ↑  Chatterjee S, Mayor S (2001). „The GPI-anchor and protein sorting”. Cellular and Molecular Life Sciences : CMLS. 58 (14): 1969—87. PMC 11337326 . PMID 11814051. doi:10.1007/PL00000831.
3. ↑  „KEGG PATHWAY: Glycosylphosphatidylinositol(GPI)-anchor biosynthesis - Reference pathway”. Архивирано из оригинала 23. 10. 2012. г.

## Spoljašnje veze
- Glycosylphosphatidylinositols на 